# Ушаков, Степан Михайлович
Степан Михайлович Ушаков (ум. после 1627) — сын боярский, воевода.

## Биография
В 1613 году — посланник царя Михаила Фёдоровича в Европе.
В 1615—1616 годах — на воеводстве в Костроме.
В 1618—1619 годах — воевода в Михайлове. В этой должности Ушаков успешно оборонял город от нападения запорожцев гетмана Конашевича-Сагайдачного.
В 1622—1625 (или 1623) годах — воевода в Курске.
В 1627—1628 годах — воевода в Нарыме.

## Семья
Степан Михайлович старший из 4 сыновей М. А. Ушакова.